# インスピレーションベースボール
『インスピレーションベースボール』(INSPIRATION BASEBALL)はタイトーから1986年に稼動開始したアーケードゲーム。野球を題材にしたスポーツであるが、メダルゲームである。

## ゲームのルール
ターミナルにメダルを入れるとゲームへ参加することが出来る。
プレイヤーは、架空の球場で行われているゲームの特定打席において、以下の事象について予想し、メダルをベットすることができる。ベットが締め切られると、メインモニターでゲームが進行し、当該打席の結果に応じたメダルの払戻を受けることができる。なお、打者の性格と投手の性格が短文で、ゲームの進行状況（例：2回表・アウェー側の攻撃・ランナー1塁・2対0）と共にメインモニターに表示される。
- （打者がバットにボールを当てられた場合）打球の行き先（ホームラン含）
- 打者自身の出塁に関するもの、打者自身の行動に関するもの、併殺に関するもの。

## 操作方法
ターミナルにはテレビモニターと16個のボタンがある。なお、メダル払出しについては当時としては珍しいエスカレーター機構を利用した上部からの払出し機構を備えている。
A～Dボタン
メダルを賭けたい4つの項目を選択できる。
1～8ボタン
A～Dボタンを選んだ後に8つの項目を選択できる。
CHANGEボタン
打球の行方に関するBET画面と、打者走者の結果に関するBET画面を切り替えるときに使用する。
COLLECTボタン
クレジットに入っているメダルを払い出したい時に使用する。払い出し中に押下した場合は払い出しが停止する。
CREDITボタン
トグル状態で使用する。ONのときに的中したメダルはクレジットに直接転送され、OFFの場合は払い出される。
CALLボタン
係員を呼び出したい時に使用できる（が、実際にはチャイム音が鳴るだけで来るかどうかはわからない）。もう一度押すと解除できる（チャイム音も停止する）。